# 萊巴嫩 (內布拉斯加州)
萊巴嫩（英語：Lebanon）是位於美國內布拉斯加州雷德威洛縣的村。

## 人口
根據2020年美國人口普查的數據，萊巴嫩的面積為0.42平方千米，皆為陸地。當地共有人口46人，而人口密度為每平方千米110人。